# Pittosporum kunmingense
Pittosporum kunmingense  (лат.) — вид двудольных растений рода Смолосемянник (Pittosporum) семейства Смолосемянниковые (Pittosporaceae). Впервые описан китайскими ботаниками Чан Хунта и Янь Суджу в 1978 году.

## Распространение и среда обитания
Эндемик Китая, известный из провинций Гуйчжоу и Юньнань.
Растёт на склонах, в лесах и среди зарослей.

## Ботаническое описание
Кустарник или небольшое дерево высотой до 4 м.
Листья обратноланцетовидные или продолговато-обратноланцетовидные, кожистые, клиновидные у основания; с верхней стороны окраска листа бледно-зелёная, с нижней — тёмно-зелёная, блестящая.
Соцветие — зонтик или щиток, несёт от 2 до 12 опушённых цветков со свободно размещёнными лепестками.
Цветёт в апреле и мае, плодоносит с мая по ноябрь.